# Коломийський політехнічний коледж
Коломийський політехнічний коледж Національного університету «Львівська політехніка» — сучасний вищий навчальний заклад І-ІІ рівня акредитації у місті Коломиї (Івано-Франківська область), відокремлений навчально-науковий структурний підрозділ Національного університету «Львівська політехніка», який у 2010 році увійшов до складу університету.

## Історія
Коломийський політехнічний коледж — один з найстаріших закладів освіти в Україні. Коломийський політехнічний коледж бере свій початок від дев'яностих років позаминулого століття, від часу, коли в Коломиї були закладені основи школи деревного промислу. Австрійський уряд своєю постановою від 15 листопада 1894 року дав їй офіційну назву «Цісарсько-королівська фахова школа деревного промислу». Навчальний заклад, що взяв в основу своєї програми багаті традиції гуцульського деревного мистецтва, мав чотири фахові відділи: різьба фігурна і орнаментальна, столярство будівельне і меблеве, токарство по дереву, а також теслярство.

Тут же давалася і характетистика навчальних планів і вказувалося, що навчання було орієнтоване на гуцульські традиції. Про діяльність школи деревного промислу в Коломиї в 1895 році згадує і газета «Буковина»: 
|  | школа деревного промислу в Коломиї числить 41 учень, між ними 10 токарів, 10 різьбярів і один надзвичайний учень столяра. Школа виробляє також меблі і деякі домашні знаряддя на замовлення. |

Починаючи з 1939 року школа була переведена в розряд фабрично-фахових і готувала в основному робітників з механічної обробки дерева, столярів і опоряджувальників. 
З початку другої світової війни і окупації Західної України Німеччиною, в 1941 році школі повернуто її попередній статус, а в 1942 році відкрито ще 9 нових відділів: будівельний, стельмахавський, боднарський, кравецький, шевський, слюсарний, бляхарський, електромонтажний і годинникарський. В цей час вона отримала назву "Державна реміснича школа з українською мовою навчання в Коломиї". В ній було відкрито філію Львівської технічно-фахової школи — будівельний ліцей, який готував спеціалістів з архітектури та внутрішнього оформлення будівель. Після створення при школі бурси (гуртожитку) різко зросла кількість учнів від 480 в 1941р. до 800 в 1944 р. У 1942–1944 директором ремісничої школи в Коломиї працював Микола Фляк.
Наступний етап розвитку школи, її навчально-матеріальної бази розпочався після війни з Німеччиною 1941-1945 рр. Дуже важко було в ці дні організувати навчання і побут учнів. Але все ж таки, на основі цієї школи в 1945 році створено технікум механічної обробки деревини, який здійснював підготовку кадрів для деревообробної та меблевої промисловості. Голодні роки, розруха та відсутність елементарних речей, необхідних для навчання та практичної підготовки, не змогли перешкодити молодим галичанам та учням із східних областей України здобути освіту. Колишні випускники технікуму з 1945 року — понад 20 тисяч) працюють в різних галузях виробництва (деревообробна, машинобудівна, хімічна). Серед них люди, які є його гордістю: наукові працівники вищих навчальних закладів, викладачі вищих навчальних закладів, керівники підприємств, організацій, висококваліфіковані спеціалісти.
Наказом Міністерства деревообробної промисловості УРСР від 16.05.1991 року №32/120 «Коломийський технікум механічної обробки деревини» реорганізовано в «Коломийський механіко-технологічний коледж».
Період 1991-1994 рр. не був найкращим в Україні: скорочувався штат працюючих на заводах, студентам не діставалися вільні робочі місця, стало очевидним загрозливе безробіття, люди місяцями не отримували заробітної плати. І в цій складній ситуації навчальний заклад не тільки вижив, а й набув нової якості.
Згідно з наказом Міністерства освіти і науки України від 17.05.2000 року №139 Коломийський механіко-технологічний коледж перейменовано в Коломийський політехнічний коледж, враховуючи те, що здійснюючи підготовку фахівців з різних напрямків і спеціальностей, назва механіко-технологічний коледж вже не відображала реальних напрямків підготовки фахівців. 100 висококваліфікованих викладачів ведуть плідну навчально-виховну, методичну та наукову роботу. Серед них заслужені вчителі України, кандидати наук, аспіранти, викладачі-методисти, старші викладачі, викладачі вищої категорії. Коледж акредитований з усіх напрямів підготовки спеціалістів, пройшов ліцензування на право загальноосвітньої підготовки з видачею атестата за середню школу
Відповідно до наказу Міністерства освіти і науки України від 22.01.2010 року № 33 створено відокремлений структурний підрозділ Коломийський політехнічний коледж Національного університету «Львівська політехніка».

## Структура коледжу
- Денне механічне відділення;
- Денне технологічне відділення;
- Денне відділення бухгалтерського обліку і фінансів;
- Денне економічне відділення;
- Заочне механіко-економічне відділення.

## Діяльність коледжу
Підготовка молодших спеціалістів за спеціальностями: 
- маркетингова діяльність; фінанси і кредит;
- бухгалтерський облік;
- організація виробництва;
- розробка програмного забезпечення;
- монтаж, обслуговування засобів і систем автоматизації технологічного виробництва;
- обслуговування та ремонт обладнання підприємств хімічної і нафтогазопереробної промисловості;
- моделювання та конструювання промислових виробів;
- оброблювання деревини / Підготовка бакалаврів (за скороченим терміном навчання) за напрямом підготовки: облік і аудит.

Випускники коледжу продовжують навчання в вищих навчальних закладах III-IV рівня акредитації за скороченим терміном навчання.

## Сьогодення
Коломийський політехнічний коледж сьогодні — державний навчальний заклад вищої освіти, що здійснює підготовку на рівні державних стандартів висококваліфікованих спеціалістів з фінансів, біржової діяльності, менеджменту, бухгалтерського обліку, технології деревообробки, обслуговування обладнання підприємств деревообробної промисловості, обслуговування систем і засобів автоматизації технологічного виробництва, моделювання та конструювання виробів народного вжитку.
Підготовка фахівців здійснюється за освітньо-кваліфікаційними рівнями молодший спеціаліст та бакалавр. Коломийський політехнічний коледж створив навчальні комплекси з такими вищими навчальними закладами III-IV рівня акредитації: 
- Національним лісотехнічним університетом України;
- Інститутом підприємництва та перспективних технологій при НУ "Львівська політехніка";
- Чернівецьким національним університетом;
- Прикарпатським національним університетом імені Василя Стефаника;
- Тернопільською академією народного господарства.
- Івано-Франківським національним технічним університетом нафти і газу.
- Хмельницьким національним університетом.
- Київським національним університетом технологій та дизайну.

При коледжі створені консультаційний пункт Інституту підприємництва та перспективних технологій при «НУ Львівська політехніка» та центр дистанційного навчання Хмельницького національного університету. Випускники коледжу продовжують навчання в вищих навчальних закладах III-IV рівня акредитації, з якими створені навчальні комплекси, за скороченим терміном навчання: молодший спеціаліст — з III курсу; бакалавр — з V курсу.
Крім того ми робимо все для того, щоб роки навчання були для вас змістовними та цікавими: застосовуємо методики та технології навчання, за якими знання набуваються легко, швидко та ґрунтовно; організовуємо проведення різних свят, вечорів та дискотек. Команда КВК — одна з найкращих команд Івано-Франківщини. Спортивні команди — незмінні переможці міських та обласних змагань.
Коломийський політехнічний коледж — це комплекс, у якому створені всі умови для навчання, відпочинку та розвитку таланту.